# Erytus cognatus
Erytus cognatus är en skalbaggsart som beskrevs av Leon Fairmaire 1860. Erytus cognatus ingår i släktet Erytus och familjen Aphodiidae. Inga underarter finns listade i Catalogue of Life.